# دكتوراه نوك في علم الأحياء
دكتوراه في العلوم البيولوجية درجة علمية عليا في مجال العلوم البيولوجية. في أوكرانيا، هناك درجتان علميتان: دكتوراه في العلوم ومرشح في العلوم. دكتوراه في العلوم وهي أعلى درجة علمية تُمنح بناءً على مناقشة أطروحة دكتوراه، وهي مجموعة من النتائج التي تُحل مشكلة علمية أو تطبيقية مهمة. تُناقش الأطروحة في اجتماع مفتوح لمجلس أكاديمي متخصص، مُكوّن من أساتذة في العلوم، والذين يُمنحون حق مناقشة أطروحات في تخصص مُحدد من قِبل وزارة التعليم والعلوم في أوكرانيا.

## إجراءات منح الدرجة العلمية
يُحدد قرار مجلس وزراء أوكرانيا إجراءات منح درجة الدكتوراه العلمية. تُمنح هذه الدرجة من قِبل مجلس أكاديمي متخصص بناءً على مناقشة عامة لأطروحة يقدمها شخص حاصل على درجة مرشح العلوم، وتعتمدها وزارة التعليم والعلوم في أوكرانيا مع مراعاة استنتاج مجلس الخبراء المختص. تكفي درجة الدكتوراه لشغل منصب أستاذ في مؤسسات التعليم العالي. تختلف درجة الدكتوراه اختلافًا جذريًا في دول رابطة الدول المستقلة ومعظم الدول الغربية. تُعادل درجة الدكتوراه (دكتوراه الفلسفة) تقريبًا درجة مرشح العلوم.

## التخصصات التي تمنح فيها الدرجة العلمية "دكتور في العلوم البيولوجية"
في مجال "العلوم البيولوجية"، يتم منح الدرجة العلمية دكتور في العلوم البيولوجية في التخصصات التالية:
- 03.00.01 - علم الأحياء الإشعاعي ؛
- 03.00.02 - الفيزياء الحيوية؛
- 03.00.03 - علم الأحياء الجزيئي؛
- 03.00.04 - الكيمياء الحيوية ؛
- 03.00.05 - علم النبات ؛
- 03.00.06 - علم الفيروسات؛
- 03.00.07 - علم الأحياء الدقيقة؛
- 03.00.08 - علم الحيوان؛
- 03.00.09 - علم المناعة؛
- 03.00.10 - علم الأسماك؛
- 03.00.11 - علم الخلايا، علم الأحياء الخلوية، علم الأنسجة؛
- 03.00.12 - فسيولوجيا النبات؛
- 03.00.13 - فسيولوجيا الإنسان والحيوان؛
- 03.00.14 - علم الأحياء التنموي؛
- 03.00.15 - علم الوراثة؛
- 03.00.16 - علم البيئة؛
- 03.00.17 — علم الأحياء المائية.
- 03.00.18 - علم التربة؛
- 03.00.19 - علم الأحياء بالتبريد؛
- 03.00.20 - التكنولوجيا الحيوية؛
- 03.00.21 - علم الفطريات؛
- 03.00.22 - علم الوراثة الجزيئي؛
- 03.00.24 - علم الحشرات؛
- 03.00.25 - علم الطفيليات، وعلم الديدان.

في مجال "العلوم الكيميائية" يتم منح الدرجة العلمية دكتوراه في العلوم البيولوجية في التخصص التالي:
- 02.00.10 - الكيمياء الحيوية العضوية.

في مجال "العلوم التقنية"، يتم منح الدرجة العلمية دكتور في العلوم البيولوجية في التخصصات التالية:
- 05.01.04 - بيئة العمل؛
- 05.24.04 - مسح الأراضي ومراقبتها.

في مجال "العلوم الزراعية"، يتم منح الدرجة العلمية دكتور في العلوم البيولوجية في التخصصات التالية:
- 06.01.11 - علم أمراض النبات؛
- 06.03.01 - المحاصيل الحرجية واستصلاح الأراضي؛
- 06.03.03 - الغابات وزراعة الغابات.

في مجال "العلوم الطبية"، يتم منح الدرجة العلمية دكتور في العلوم البيولوجية في التخصصات التالية:
- 14.01.07 - علم الأورام؛
- 14/01/14 - الغدد الصماء؛
- 814.01.31 - طب أمراض الدم ونقل الدم؛

- 14.01.32 - الكيمياء الحيوية الطبية؛
- 14.02.01 - النظافة وعلم الأمراض المهنية؛
- 14.03.01 - التشريح الطبيعي؛
- 14.03.04 - علم وظائف الأعضاء المرضي؛
- 14.03.05 - علم الأدوية؛
- 14.03.06 - علم السموم؛
- 14.03.07 - المركبات النشطة فسيولوجيًا؛
- 14.03.11 - المعلوماتية الطبية والبيولوجية والسيبرنطيقا.

في مجال "الأمن القومي" تُمنح الدرجة العلمية دكتوراه في العلوم البيولوجية في التخصص التالي:
- 21.02.03 - الدفاع المدني.